# Lee Je-no
Dans ce nom, le nom de famille, Lee, précède le nom personnel coréen.
 (mai 2023).
La mise en forme du texte ne suit pas les recommandations de Wikipédia : il faut le « wikifier ».
Les points d'amélioration suivants sont les cas les plus fréquents. Le détail des points à revoir est peut-être précisé sur la page de discussion.
- Les titres sont pré-formatés par le logiciel. Ils ne sont ni en capitales, ni en gras.
- Le texte ne doit pas être écrit en capitales (les noms de famille non plus), ni en gras, ni en italique, ni en « petit »…
- Le gras n'est utilisé que pour surligner le titre de l'article dans l'introduction, une seule fois.
- L'italique est rarement utilisé : mots en langue étrangère, titres d'œuvres, noms de bateaux, etc.
- Les citations ne sont pas en italique mais en corps de texte normal. Elles sont entourées par des guillemets français : « et ».
- Les listes à puces sont à éviter, des paragraphes rédigés étant largement préférés. Les tableaux sont à réserver à la présentation de données structurées (résultats, etc.).
- Les appels de note de bas de page (petits chiffres en exposant, introduits par l'outil «  Source ») sont à placer entre la fin de phrase et le point final[comme ça].
- Les liens internes (vers d'autres articles de Wikipédia) sont à choisir avec parcimonie. Créez des liens vers des articles approfondissant le sujet. Les termes génériques sans rapport avec le sujet sont à éviter, ainsi que les répétitions de liens vers un même terme.
- Les liens externes sont à placer uniquement dans une section « Liens externes », à la fin de l'article. Ces liens sont à choisir avec parcimonie suivant les règles définies. Si un lien sert de source à l'article, son insertion dans le texte est à faire par les notes de bas de page.
- La présentation des références doit suivre les conventions bibliographiques. Il est recommandé d'utiliser les modèles {{Ouvrage}}, {{Chapitre}}, {{Article}}, {{Lien web}} et/ou {{Bibliographie}}. Le mode d'édition visuel peut mettre en forme automatiquement les références.
- Insérer une infobox (cadre d'informations à droite) n'est pas obligatoire pour parachever la mise en page.

Pour une aide détaillée, merci de consulter Aide:Wikification.
Si vous pensez que ces points ont été résolus, vous pouvez retirer ce bandeau et améliorer la mise en forme d'un autre article.
Lee Je-no (hangeul : 이제노, RR : I Je-no ; né le 23 avril 2000), mieux connu sous le nom de scène, Jeno, est un rappeur, chanteur, danseur, mannequin et présentateur de télévision sud-coréen. Jeno a démarré sa carrière comme mannequin pour des publicités pour enfants. Il a été découvert par SM Entertainment à l'âge de treize ans. Jeno a officiellement fait ses débuts en août 2016 en tant que membre du boys band sud-coréen NCT via la sous-unité NCT Dream, qui est devenue l'un des boys band les plus vendus en Corée du Sud.
Jeno a animé le programme télévisé The Show de mai 2018 à novembre 2019.

## Carrière

### Activités de pré-début
Jeno a commencé sa carrière en tant qu'enfant modèle dans diverses publicités en Corée du Sud pendant son enfance.
Jeno a été dévoilé comme l'un des premiers membres du groupe de pré-début de la SM Entertainment, SM Rookies, le 3 décembre 2013. En 2014, il a fait sa première apparition en tant que membre de la SM Rookies, aux côtés des autres membres de NCT, tel que Mark, Jaemin, Haechan et Jisung sur Exo 90:2014, une émission de télé-réalité mettant en vedette Exo. En 2015, il est montré en tant que Mouseketeer aux côtés d'autres membres de la SM Rookies sur The Mickey Mouse Club de Disney Channel (Corée du Sud), diffusé du 23 juillet au 17 décembre 2015.

### 2016 à maintenant: débuts avec NCT
Le 24 août 2016, Jeno a commencé à faire ses débuts dans NCT Dream, la troisième sous-unité de NCT. Jeno, avec NCT Dream, a participé au premier album de NCT, NCT 2018 Empathy, avec le single "Go". Le 22 mai 2018, The Show de SBS MTV a annoncé que Jeno avait été choisi comme nouveau MC. En plus de contribuer au chant des chansons de NCT Dream, Jeno a également commencé à écrire les paroles de la chanson "Dear Dream" pour le deuxième EP de NCT Dream, We Go Up, avec les membres Mark, Jaemin et Jisung. Depuis, Jeno a écrit les paroles des chansons des prochains albums de NCT Dream,.
Le 13 mars 2019, Jeno et les membres de NCT Dream Jaemin et Jisung ont représenté les stars de la K-pop au "K-Wave & Halal Show" en Malaisie. L'événement d'amitié Corée-Malaisie a réuni le président Moon Jae-in lors de sa visite d'État de trois jours dans le pays. Le 23 novembre 2020, Jeno a rejoint l'unité de rotation NCT U de NCT avec la sortie de leur morceau principal "Misfit" du deuxième album de NCT, Resonance Pt. 1, et le premier single "90's Love" de Resonance Pt. 2.
En 2021, Jeno a été présenté dans la chanson de Donghae "California Love". En août 2022, Jeno figurait sur la chanson "Villain" de Key. En décembre 2022, Jeno a figuré sur "Hot & Cold" sur le 2022 Winter SM Town: SMCU Palace aux côtés de Kai, Seulgi et Karina d'Aespa.

## Autres projets

### Modélisation
Le 13 septembre 2022, Jeno est devenu le premier artiste K-pop à être le mannequin d'ouverture du défilé de la Fashion Week de New York, présentant la collection printemps 2023 de Peter Do dans le cadre d'une collaboration avec SM Entertainment, la société avec laquelle Peter Do ont collaboré pour créer la ligne,. The Business of Fashion a commenté qu'il s'agissait "probablement du défilé le plus attendu de la semaine" et a loué la confection de Do, mettant en valeur le dos de la robe, et sa capacité à "référencer d'autres créateurs à travers son travail sans se sentir sans vie".

### Philanthropie
En mai 2019, Jeno et Jaemin, membre de NCT Dream, se sont portés volontaires pour rendre visite à des enfants vivant dans des bidonvilles en Indonésie en partenariat avec les ONG Good Neighbours International et la Fondation Gugah Nurani Indonesia.

## Discographie
Pour le travaille de Jeno dans NCT, voir Discographie de NCT.
| Titre                                               | Année                      | Position de pointe         | Position de pointe           | Position de pointe         | Album                              |
| Titre                                               | Année                      | KR                         | Nouvelle-Zélande Music Chart | SGP                        | Album                              |
| En tant qu'artiste vedette                          | En tant qu'artiste vedette | En tant qu'artiste vedette | En tant qu'artiste vedette   | En tant qu'artiste vedette | En tant qu'artiste vedette         |
| --------------------------------------------------- | -------------------------- | -------------------------- | ---------------------------- | -------------------------- | ---------------------------------- |
| "California Love" (Donghae ft Jeno)                 | 2021                       | 179                        | —                            | —                          | Countdown (California Love ver.)   |
| "Villain" (Key ft Jeno)                             | 2022                       | —                          | —                            | —                          | Gasoline                           |
| Collaboration                                       |                            |                            |                              |                            |                                    |
| "Zoo" (avec Taeyong, Hendery, Yangyang, et Giselle) | 2021                       | —                          | 38                           | —                          | 2021 Winter SM Town : SMCU Express |
| "Hot & Cold" (with Kai, Seulgi et Karina)           | 2022                       | —                          | —                            | —                          | 2022 Winter SM Town : SMCU Palace  |

## Filmographie

### Télévision
| Année     | Titre    | Rôle         | Remarques                      |
| --------- | -------- | ------------ | ------------------------------ |
| 2018-2019 | The Show | Présentateur | 22 mai 2018 – 26 novembre 2019 |
| 2018      | A-Teen   | Lui-même     | Caméo (Ep.20)                  |

## Crédits d'écriture
Tous les crédits sont conforme à la Korea Music Copyright Association, sauf indication contraire.
| Année | Chanson           | Album                              | Artiste(s)                                | Remarques   |
| ----- | ----------------- | ---------------------------------- | ----------------------------------------- | ----------- |
| 2018  | "Dear Dream"      | We Go Up                           | NCT Dream                                 | Co-écrivain |
| 2019  | "119"             | We Boom                            | NCT Dream                                 | Co-écrivain |
| 2019  | "Bye My First..." | We Boom                            | NCT Dream                                 | Co-écrivain |
| 2019  | "Best Friend"     | We Boom                            | NCT Dream                                 | Co-écrivain |
| 2019  | "Dream Run"       | We Boom                            | NCT Dream                                 | Co-écrivain |
| 2020  | "Puzzle Piece"    | Reload                             | NCT Dream                                 | Co-écrivain |
| 2021  | "Rainbow"         | Hot Sauce                          | NCT Dream                                 | Co-écrivain |
| 2021  | "Beautiful"       | Universe                           | NCT 2021                                  | Co-écrivain |
| 2021  | "Zoo"             | 2021 Winter SM Town : SMCU Express | Taeyong, Jeno, Hendery, Yangyang, Giselle | Co-écrivain |
| 2022  | "It's Yours"      | Glitch Mode                        | NCT Dream                                 | Co-écrivain |
| 2022  | "Replay"          | Glitch Mode                        | NCT Dream                                 | Co-écrivain |
| 2022  | "Never Goodbye"   | Glitch Mode                        | NCT Dream                                 | Co-écrivain |

## Remarques
1. ↑  "Villain" n'est pas entré dans le Circle Digital Chart, mais a culminé au numéro 39 du Circle Download Chart[21].
2. ↑  "Zoo" n'est pas entré dans le Gaon Digital Chart, mais a culminé au numéro 130 sur le Gaon Download Chart[22].
3. ↑  "Zoo" n'est pas entré dans le classement RIAS, mais a culminé au numéro 15 du classement régional[20].